# Revolució agrícola àrab

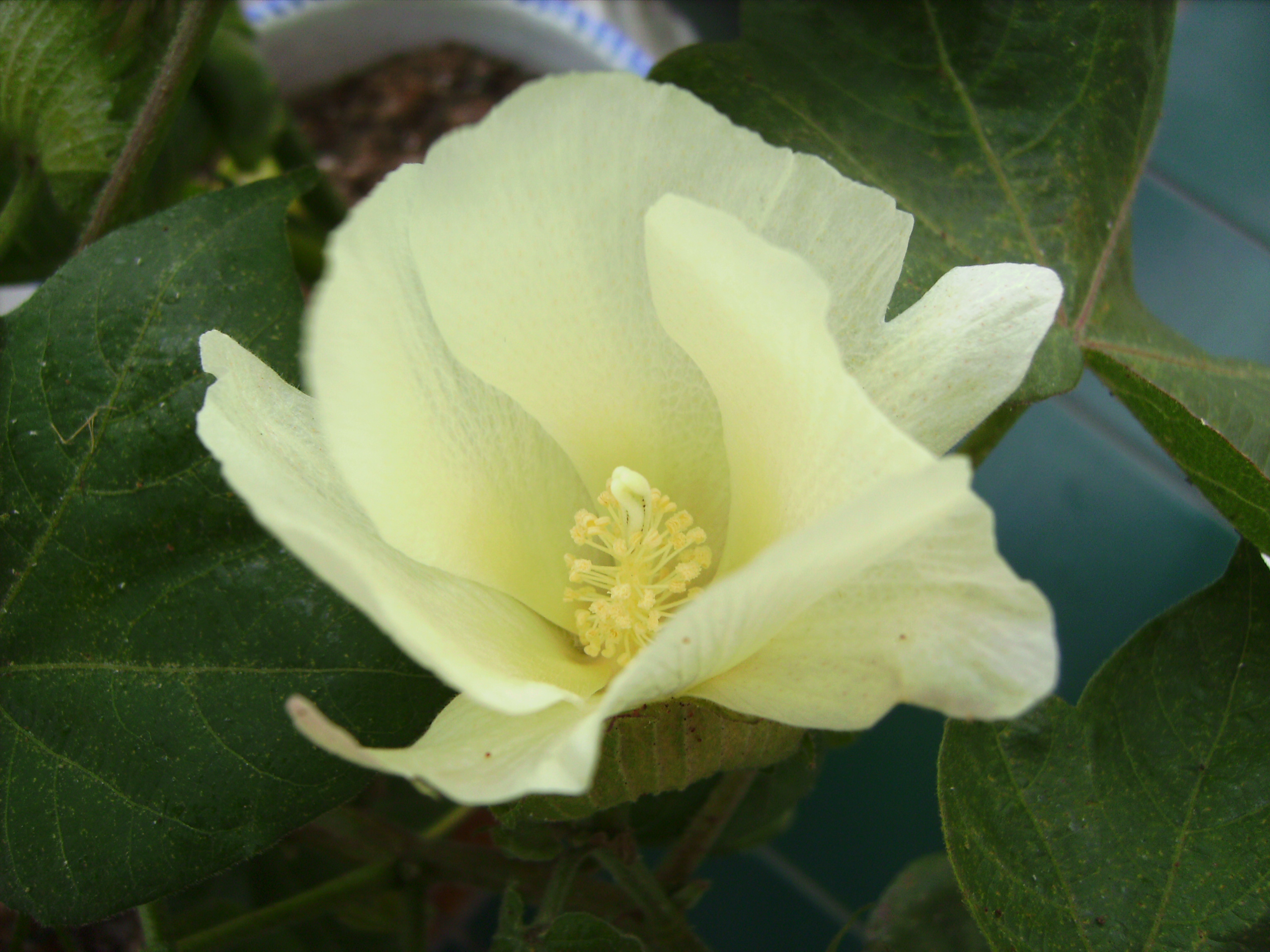
Flor de cotoner, planta que va tenir gran expansió en el món àrab medieval

La revolució agrícola àrab o revolució agrícola de l'Islam és el període de grans innovacions en l'agricultura que van tenir lloc en la zona d'influència de l'islam medieval entre el segle viii al segle xiii, revolució verda de l'edat mitjana, revolució agrícola musulmana o revolució verda islàmica.
És un terme encunyat per l'historiador Andrew Watson el 1974; ja el 1876 l'havia proposat l'espanyol Antonio Garcia Maceira.
Watson argumentà que l'economia àrab islàmica d'aquell període va permetre la difusió de molts cultius i tècniques agrícoles entre diferents parts del món islàmic i també l'adaptació dels cultius i de les tècniques. Conreus de l'Àfrica com la melca, de la Xina com els cítrics, i nombrosos de l'Índia com mangos, arròs, cotoner i canya de sucre es van distribuir a través de les terres del món islàmic, en llocs on, segons Watson, no es coneixien prèviament aquests conreus. Watson va relacionar 18 d'aquests cultius, i aquests nous conreus i les millores tècniques van portar a canvis molt rellevants en l'economia, la població, la coberta vegetal, el creixement urbanístic, industrial, la dieta i la gastronomia.
Alguns crítics a la tesi de Watson diuen que conreus com el blat dur, arròs, melca i cotó ja es coneixien abans arreu de l'Imperi Romà i també l'Imperi Sassànida, i que el paper dels àrabs islàmics no va ser tan rellevant.
També els crítics amb aquesta tesi afirmen que la tecnologia del regadiu ja estava molt avançada abans del període islàmic i que en el període grecoromà ja es coneixien i s'utilitzaven els molins d'aigua, les rodes hidràuliques i bombes hidràuliques, entre d'altres.

## Innovacions
Els musulmans practicaven àmpliament conreus comercials i la rotació de conreus. Als conreus de collita entre l'hivern i la primavera succeïen els de collita a l'estiu i tardor, i en alguns casos amb conreus entre aquests dos períodes. De vegades, hi podia haver tres collites a l'any. En parts del Iemen s'obtenien dues collites de blat cada any i el mateix passava a l'Iraq amb l'arròs. Els àrabs practicaven l'agricultura d'una manera científica. En aquest període, en àrab es van escriure nombroses enciclopèdies d'agricultura precises i detallades.

### Sistema agrícola
Ja a partir del segle xi en el món àrab dels califats es va reformar el sistema d'impostos i la tinença de la terra; el sistema agrícola estava basat principalment en el regadiu amb sistemes d'elevar l'aigua com la sínia, el molí hidràulic i el molí de vent, a més d'embassaments. Aquestes tècniques es van estendre a la resta del món. El sistema de propietat de la terra àrab proporcionava incentius als agricultors lliures; no era pas com el del feudalisme europeu contemporani, basat en senyors i serfs.
Des de la península Ibèrica, aleshores predominantment arabomusulmana, es van transmetre les tècniques i els conreus àrabs a la resta d'Europa; entre aquests conreus, s'inclouen la canya de sucre, els cítrics, l'arròs, albercocs, cotó, carxofera, albergínia, safranera i el codony entre molts altres. D'altres que ja es coneixien prèviament a Europa van ser desenvolupats pels àrabs musulmans, entre aquests ametllers, figues i conreus subtropicals. També la indústria de la seda, el lli i l'espart va ser desenvolupada pels musulmans. Molts estudiosos veuen l'autèntica revolució en la introducció de noves institucions socials i econòmiques que van regular i mantenir l'agricultura, com el codi legal islàmic i els incentius econòmics.
En alguns dels conreus introduïts pels àrabs es desenvoluparen grans indústries, com la del sucre de canya.